# Daniel Burghardt
Daniel Burghardt (* 1984) ist ein deutscher Erziehungswissenschaftler und Hochschullehrer.

## Leben
Burghardt studierte von 2004 bis 2009 Pädagogik, Philosophie und Politikwissenschaft an der Friedrich-Alexander-Universität Erlangen-Nürnberg. Im Jahr 2013 promovierte er dort und wechselte an die Universität zu Köln, wo er bei Jörg Zirfas wissenschaftlicher Mitarbeiter war. Dort wurde er 2020 habilitiert. 2018 vertrat Burghardt eine Professur für „Bildung und Heterogenität“ an der Universität zu Köln und im Sommersemester 2019 war er Gastdozent an der Paris-Lodron-Universität Salzburg. Im Wintersemester 2023/24 war Burghardt Gastprofessor an der Universität Klagenfurt. Seit September 2021 hat er eine Professur für Erziehungswissenschaft mit dem Schwerpunkt soziale Ungleichheit und politische Bildung an der Universität Innsbruck inne. Seit 2024 ist Burghardt Leiter des Instituts für Erziehungswissenschaft.
Burghardts Forschungsschwerpunkte liegen in der Kritischen Theorie und kritischen Pädagogik. Er ist u. a. Mitglied der Initiative Kritisches Gedenken Erlangen. 

## Schriften (Auswahl)
- Homo spatialis. Eine pädagogische Anthropologie des Raums, Zugl.: Erlangen, Nürnberg, Univ., Diss., 2013, Beltz Juventa, Weinheim/Basel 2014, ISBN 978-3-7799-3021-1.
- „Kritische Pädagogik nach Marx. Zum westlichen Marxismus, der Neuen Marxlektüre und den pädagogischen Anschlüssen“ In: Vierteljahrsschrift für wissenschaftliche Pädagogik. 94. Jg., H. 2/2018, S. 215–231.
- mit Jörg Zirfas: Der pädagogische Takt. Eine erziehungswissenschaftliche Problemformel, Beltz Juventa, Weinheim 2019, ISBN 978-3-7799-3986-3.
- mit Juliane Noack Napoles, Moritz Krebs (Hrsg.): Weiterdenken – Perspektiven pädagogischer Anthropologie. Festschrift für Jörg Zirfas, Beltz Juventa, Weinheim/Basel 2021, ISBN 978-3-7799-6452-0.
- mit Moritz Krebs (Hrsg.): Verletzungspotentiale. Kritische Studien zur Vulnerabilität im Neoliberalismus, Psychosozial Verlag, Gießen 2022, ISBN 978-3-8379-3090-0.
- „Pädagogik des Madigmachens. Thesen zur Lehre in der Kritischen Theorie.“ In: Zeitschrift für kritische Theorie. 29. Jg., Heft (56/57)/2023, S. 113–130.
- Elend und Emanzipation. Über die Politisierung des Leidens. Psychosozial Verlag, Gießen 2024, ISBN 978-3-8379-3300-0.